# سندرم آنجلمن

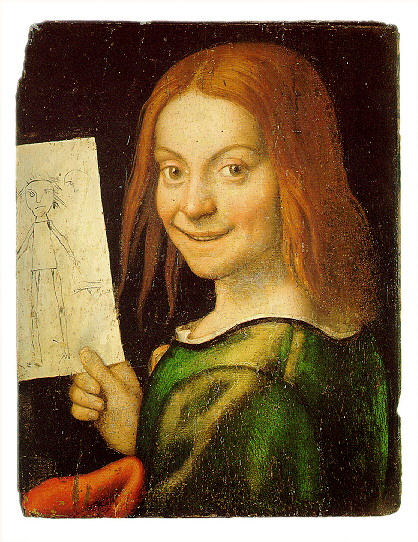
سندرم آنجلمن

سندرم آنجلمن (به انگلیسی: Angelman syndrome) یک ناهنجاری ژنتیکی پیچیده است که در درجهٔ اول روی سیستم عصبی تأثیر می‌گذارد. از ویژگی‌های مشخص آن می‌توان به تأخیر در رشد، مشکلات ذهنی و یادگیری، مشکلات گفتاری شدید و اختلالات حرکتی و تعادل اشاره کرد(ataxia). اکثر کودکان مبتلا دچار حملات مکرر عصبی تحت عنوان صرع (epilepsy) می‌شوند و یکی دیگر از مشخصه‌های بیماران دارا بودن اندازه سر کوچک است. تأخیر در رشد در ۶ تا ۱۲ ماهگی به‌طور چشمگیری قابل تشخیص بوده و دیگر نشانه‌های ذکر شده در اوایل دوران خردسالی ظاهر می‌شوند.
کودک با سندرم آنجلمن معمولاً رفتار شاد و دارای لبخند و خنده‌های مکرر همراه با دست زدن (شادمانی) دارد. بیش فعالی، در بازه زمانی کوتاه و کشش به سمت آب در این کودکان معمول می‌باشد. اکثر کودکان به سختی می‌خوابند و خواب کم‌تر از حد معمول نیاز دارند.
با افزایش سن برانگیختی و هیجان آنان کم می‌شود و مشکلات خواب نیز رو به افزایش خواهد بود، و همچنین در اشخاص مبتلا مشکلات یادگیری و گفتاری شدید در کنار حملات عصبی در کل طول زندگی ادامه خواهد داشت. افراد بالغ دارای سندرم آنجلمن نشانه بارزی در چهره دارند که می‌توان تحت عنوان خشن یا ناهنجار (coarse) توصیف کرد. از ویژکی‌های معمول دیگر می‌توان دارا بودن پوست نرم و لطیف، موهای روشن و انحراف جانبی ستون مهره‌ها (Scoliosis) را نام برد. امید به زندگی در افراد با این شرایط تقریباً طبیعی است.

## فراوانی سندرم آنجلمن
سندرم آنجلمن تقریباً در هر ۱۲ هزار تا ۲۰ هزار تولد یک بار اتفاق می‌افتد.

## علت ایجاد سندرم آنجلمن
سندرم آنجلمن به خاطر حذف کوچکی در بازوی بلند کروموزوم ۱۵ مادری (به ارث رسیده از مادر) (15 q11 q13) به وجود می‌آید اگر این حذف در کروموزوم ۱۵ پدری اتفاق افتد سندرم پرادر ویلی به وجود خواهد آمد، به همین دلیل می‌توان گفت که سندرم آنجلمن و پرادر ویلی رابطه خواهری با هم دارند. برخی موارد غیر حذفی نیز وجود دارد که اغلب به دلیل دیزومی تک والدی (به ارث رسیدن یک جفت کروموزوم تنها از یک والد) است، زمانی که هر دو کروموزوم ۱۵ منشأ پدری داشته باشند در این صورت بدون حذف نیز سندرم وجود خواهد داشت. فرد سالم دو کپی از کروموزوم ۱۵ را دریافت می‌کند که یکی از پدر و دیگری از مادر خواهد بود، با این وجود منطقه‌ای از کروموزوم که مسبب سندرم آنجلمن است برای دو کروموزوم کاملاً متفاوت است چرا که در کروموزوم ژن مربوطه خاموش است و به این پدیده حک گذاری ژنی می‌گویند که ژنی در یکی از کروموزوم‌ها روشن و در کروموزوم دیگر خاموش است، ساز وکار بیوشیمیایی این پدیده را متیلاسیون DNA (DNA methylation) گویند. در فرد طبیعی آلل مادری ژن UBE3A خواهد بود که بخشی از مسیر یوبی کوئیتین (ubiquitin) است و بیان می‌شود اما در کروموزوم پدری خاموش می‌باشد. ژن UBE3A در کنار ژن SNRPN قرار دارد که این ژن در کروموزوم مادری خاموش ولی در کروموزوم پدری روشن است و جهش یا حذف این ناحیه در کروموزوم پدری باعث از دست رفتن ژن روشن SNRPN می‌شود که در کروموزوم مادری هم خاموش است و سبب سندرم پرادر ویلی می‌شود.

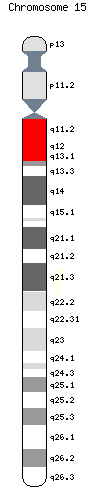
کروموزوم ۱۵